# Papercut
«Papercut» es una canción de la banda de rock estadounidense Linkin Park, perteneciente a su álbum debut Hybrid Theory (2000). Fue compuesta por el grupo, mientras que la producción estuvo a cargo de Don Gilmore. Este proceso tuvo lugar en los NRG Recording Studios (North Hollywood, California) en el 2000, y estuvieron en el estudio todos los miembros de la banda, menos Dave «Phoneix» Farrell, que se encontraba en una gira con el grupo Tasty Snax. Warner Bros. Records publicó el sencillo exclusivamente en Europa el 18 de junio de 2001. Aunque no tuvo un lanzamiento oficial en Estados Unidos, a principios de 2002 se estrenó en radios de rock de ese país.
«Papercut» es una canción de nu metal y rap metal que trata sobre la paranoia y la ansiedad. El sencillo obtuvo reseñas positivas y los críticos mencionaron que representaba el sonido de la banda y que la manera en que abordaban el tema de su letra era «digno de contemplar». En 2021 la revista Metal Hammer la situó en el puesto número catorce en su lista de las «100 mejores canciones de metal del siglo XXI». Comercialmente tuvo menos éxito que el resto de los sencillos de Hybrid Theory, aun así, alcanzó el top 20 en Escocia y Reino Unido. En este último país y Estados Unidos recibió la certificación de disco de oro por parte de la RIAA y la BPI, respectivamente. 
El video musical del sencillo fue codirigido por Joe Hahn y Nathan «Karma» Cox y rodado en Los Ángeles (California) en abril de 2001. Su estreno fue en junio de ese año en MTV. «Papercut» cuenta con un remix realizado por los raperos DJ Cheapshot y Jubacca, incluido en el primer álbum de remezclas de la banda, Reanimation (2002). Linkin Park también colaboró con Jay-Z para crear un mashup de la canción junto a «Big Pimpin'»; esta pista es parte del EP Collision Course (2004).

## Grabación
Al igual que el resto de las canciones de Hybrid Theory, la grabación de «Papercut» se llevó a cabo en los NRG Recording Studios (North Hollywood, California) entre marzo y julio del año 2000. La canción tomó forma relativamente rápido en comparación con otras pistas del álbum, las cuales tuvieron que reescribir varias veces. Al momento de grabarla tenían una buena letra y un buen estribillo, y Chester Bennington no necesitó contribuir melódicamente hasta la sección final. «Papercut» no cuenta con la participación de Dave «Phoenix» Farrell. En 1999 el bajista salió de gira con la banda Tasty Snax, un grupo de punk que formó en la secundaria. El tour se extendió hasta el año 2000 y le impidió estar en la grabación. Debido a su ausencia, Linkin Park contó con Ian Hornbeck como suplente para realizar la línea de bajo. Su producción estuvo a cargo de Don Gilmore y la mezcla, bajo el mando del ingeniero de audio Andy Wallace, quien anteriormente había trabajado con Nirvana y Rage Against the Machine. Asimismo, Brian «Big Bass» Gardner realizó la masterización en el estudio Bernie Grundman Mastering.

## Composición
| «Fui influenciado por todos, desde Jay-Z hasta Timbaland. Ese ritmo en el principio, estuvo probablemente [inspirado] en parte por él [...] [La canción] empieza con este ritmo hip hop [...] sigue con una versión innovadora de lo que hoy llamarías un riff de nu metal. Además de eso, hay un ritmo jungle. [...] Y luego está el estribillo de rap, más todos los efectos glitch en las voces, luego llegas al final y tiene un gran alivio melódico. Creo que entre los sonidos, emociones y la letra, [representa] muy bien la dirección de los primeros álbumes de Linkin Park».—Mike Shinoda sobre «Papercut» |

«Papercut» es la canción de apertura de Hybrid Theory y precede al sencillo debut de Linkin Park, «One Step Closer». El grupo decidió que fuera la primera canción del disco porque era una buena introducción a quiénes eran como banda. Tiene una duración de tres minutos y cinco segundos, está compuesta en la tonalidad de re menor y tiene un tempo de setenta y cinco pulsaciones por minuto. Esta abarca los géneros nu metal y rap metal con influencia de electrónica y turntablism. El rapero y multiinstrumentista Mike Shinoda mencionó que también incorpora elementos de jungle y drum and bass. El músico explicó que el sonido del grupo era un reflejo de dónde estaban en ese momento y que «"Papercut" tenía elementos de jungle [porque la] intención de [Linkin Park] siempre fue mostrar a la gente lo que nos gustaba escuchar». De acuerdo con el guitarrista Brad Delson, integra todas las influencias del grupo de «manera cohesiva y con buen gusto». Asimismo, Bennington la describió como «la identidad de la banda».
La letra trata sobre la paranoia y la ansiedad; esto se puede ver cuando Bennington canta: «It's like I'm paranoid looking over my back, It's like a whirlwind inside of my head, It's like I can't stop, what I'm hearing within». Para Andy Cush, del medio Spin, es sobre «una cara interna» que opera a la par y de manera independiente a la de uno mismo. Además, describió a la letra como un seminario de Carl Gustav Jung «presentado de una manera que un adolescente pueda entender».

## Lanzamiento

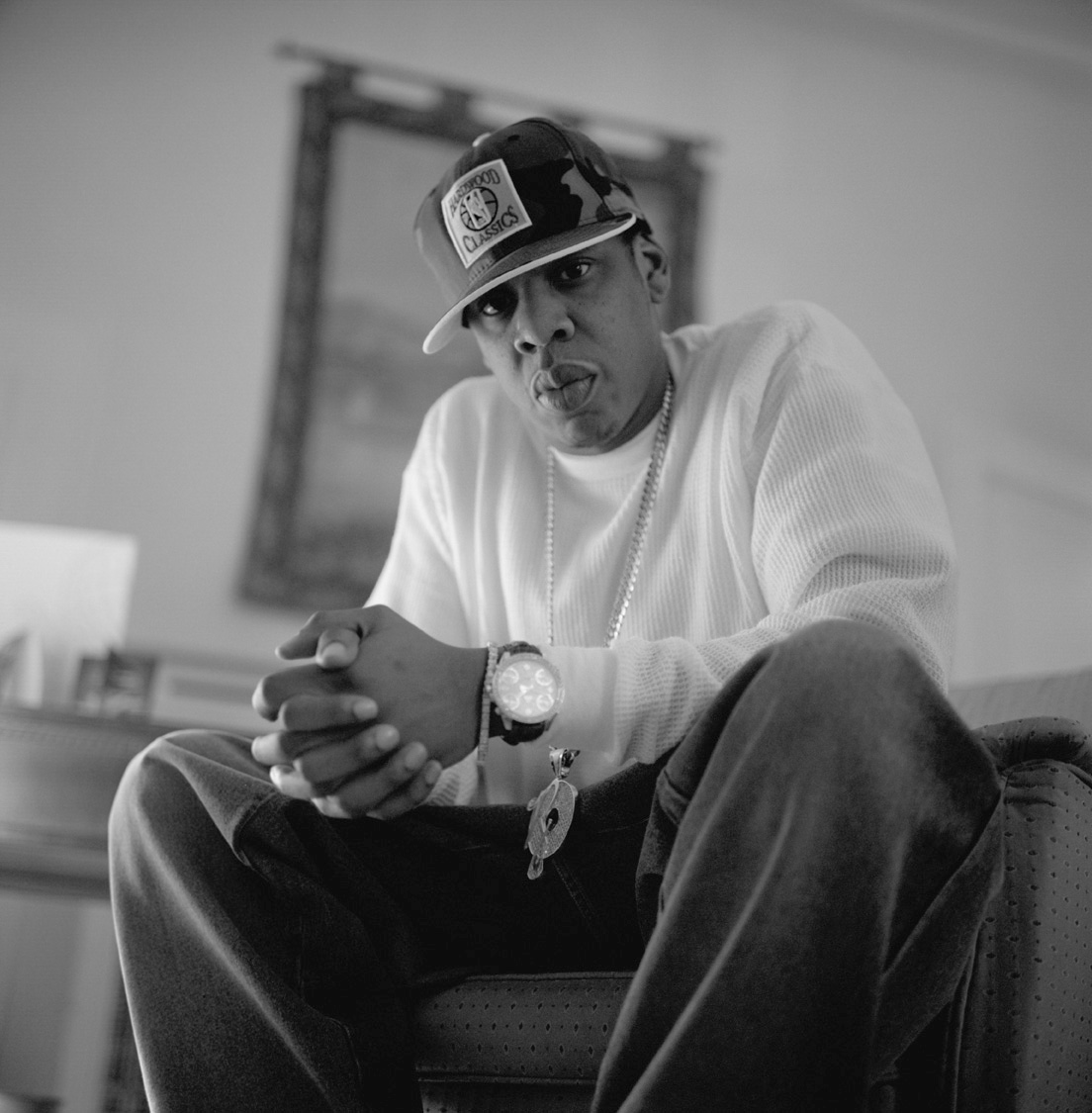
Linkin Park realizó un mashup de «Papercut» junto a «Big Pimpin» de Jay-Z para el álbum Collision Course.

«Papercut» vio la luz el 24 de octubre de 2000 con el lanzamiento de Hybrid Theory. Al año siguiente, el 18 de junio de 2001, Warner Bros. Records publicó la canción como tercer sencillo del disco en Europa. Según Mike Shinoda, el mercado europeo se movía rápido y «necesitaban un nuevo sencillo». Además, la intención de la discográfica era promocionar «Papercut» en ese continente y luego publicar «In the End» a nivel mundial. Su lanzamiento se dio mediante un enhanced CD que contiene la pista original, una versión en vivo, su video musical y además una versión en directo de «Points of Authority» realizada en la BBC Radio 1 en enero de 2001. Warner también publicó una edición en casete exclusiva para el Reino Unido, sin el videoclip y la versión en vivo de «Papercut». El sencillo no se estrenó simultáneamente en Estados Unidos porque «Crawling» todavía tenía una fuerte presencia en las emisoras de radio del país. A pesar de eso, la canción tuvo su estreno radial en territorio norteamericano a principios de 2002.

### Remezclas y otros usos
En julio de 2002 Linkin Park publicó en su primer álbum de remezclas, Reanimation, un remix de «Papercut» bajo el título «Ppr:Kut». Los encargados de realizar esta versión fueron DJ Cheapshot y Vin Skully (acreditado como Jubacca), ambos pertenecientes al grupo de hip hop Styles of Beyond. «Ppr:Kut» también cuenta con los raperos Rasco y Planet Asia como artistas invitados. En 2004 la banda colaboró con Jay-Z para crear el EP Collision Course, que contiene mashups de canciones de ambos artistas. En esta ocasión, se utilizó «Papercut» junto a «Big Pimpin'» de Jay-Z para crear «Big Pimpin'/Papercut». Al año siguiente, DJ VLad y Roc Raida crearon otro mashup, esta vez junto al tema «Like a Pimp» de David Banner, para el mixtape Rock Phenomenon. Partes de la pista también se utilizaron en la canción «Sold My Soul to Yo Mama», incluida en los EP Linkin Park Underground 4.0 (2004) y Songs from the Underground (2008). «Papercut» también apareció en la banda sonora de la película El único (2001), dirigida por James Wong y protagonizada por Jet Li. En agosto de 2020 el videojuego de ritmo de realidad virtual Beat Saber la incluyó como parte de su contenido descargable.

## Recepción

### Crítica
«Papercut» recibió, en su mayoría, comentarios positivos por parte de los críticos. En una reseña al álbum Hybrid Theory, IGN la llamó una «oda a la paranoia» y dijo que es una demostración perfecta del «estilo musical único de la banda». Cyd Jaymes de DotMusic comentó que era una «historia de angustia, enojo y paranoia» y que tiene los elementos habituales de Hybrid Theory, como los «riffs cortantes» y un «ritmo robusto». El periodista musical Robert Christgau de The Village Voice la nombró una de las canciones destacadas del disco, mientras que el crítico Bradley Torreano, de AllMusic, describió al tema como un «salvaje y perspicaz himno de autocompasión». Sam Law de Kerrang! la nombró una de las mejores canciones de la banda y destacó la diversa integración de géneros. También dijo que era música «sobrecargada de influencia, con sentimiento y con más ambición que cualquiera». Olli Dean de Classic Rock History comentó que la manera en que la banda lograba capturar la paranoia y la ansiedad en el medio musical era «digna de contemplar». En un visión más negativa, Matt Diehl de Rolling Stone opinó que Bennington y Shinoda cantan sobre letras cursis y cliché. Por su parte, Jeannie Blue de Cryptic Rock mencionó que la interacción entre las voces de los vocalistas era «hipnótica» y que «nos arrastra a cada uno de nosotros debajo de la piel para experimentar lo que estaban sintiendo». En 2021, la revista Metal Hammer la situó en el puesto número 14 en su lista de las «100 mejores canciones de metal del siglo XXI».

### Comercial
La canción tuvo un recepción comercial modesta en comparación al resto de sencillos de Hybrd Theory. 
En Reino Unido consiguió la posición 14, la más alta de la banda hasta ese momento. En ese país también llegó al primer lugar en la lista Rock & Metal, donde permaneció durante cuatro semanas no consecutivas. El sencillo alcanzó la primera posición el 24 de junio de 2001, luego se mantuvo tres semanas en la cima entre el 15 de julio y el 4 de agosto de ese año. El 24 de junio de 2001 «Papercut» se ubicó en la décima posición en Escocia, mientras que en Irlanda alcanzó el puesto 27 ese mismo mes. El sencillo también figuró en las primeras cincuenta posiciones en Polonia, Países Bajos, Austria y Alemania. Debido a no tener un lanzamiento oficial en los Estados Unidos, «Papercut» es la única canción de Hybrid Theory que no ingresó al Billboard Hot 100. No obstante, en marzo del 2002 llegó al puesto 32 en el conteo Hot Modern Rock Tracks y permaneció en la lista durante más de cuatro meses. Luego de la muerte del vocalista Chester Bennington en 2017, «Papercut» entró el puesto 18 en el conteo Hot Rock & Alternative Songs. El 15 de agosto de ese mismo año la Recording Industry Association of America (RIAA) certificó al sencillo con un disco de oro por vender más de 500 000 copias. En agosto de 2024 la Industria Fonográfica Británica (BPI, por sus siglas en inglés) lo certificó con un disco de platino por vender más de 600 000 copias. En Italia, la Federación de la Industria Musical Italiana (FIMI) le concedió un disco de oro.

## Video musical
El video musical  de «Papercut» lo dirigieron Nathan «Karma» Cox y Joe Hahn, DJ de Linkin Park. Su rodaje se llevó a cabo el 25 de abril de 2001 en Los Ángeles, California. Para realizar el videoclip el grupo trabajó junto a la empresa de entretenimiento Anonymous Content. Matt Caltabiano fue el productor, Jo Willems se encargó de la dirección de fotografía y Mario Mares colaboró en la edición de vídeo. Su estreno se dio en MTV a principios de junio de 2001.
El video transcurre en una sala iluminada que está en medio de dos habitaciones «oscuras y sombrías». Bennington, que luce un mohicano rojo y pantalones a cuadros, interpreta la pista de manera enérgica junto a Shinoda y Hahn, mientras Delson y Bourdon permanecen en un sofá. A medida que el video avanza, en las habitaciones contiguas aparece un capullo del cual salen «cientos» de libélulas, en referencia a la portada del álbum Hybrid Theory. Posteriormente, varios rostros intentan emerger a través de las paredes de la habitación donde la banda esta tocando. En una entrevista con la revista Kerrang! en 2020 Shinoda mencionó que el video no había envejecido bien y que sus efectos visuales eran ridículos. En YouTube se publicó el 5 de marzo de 2007 a baja resolución. En octubre de 2020, con el lanzamiento de la edición especial de Hybrid Theory por sus 20 años, el video se remasterizó a alta definición.

## Presentaciones en vivo

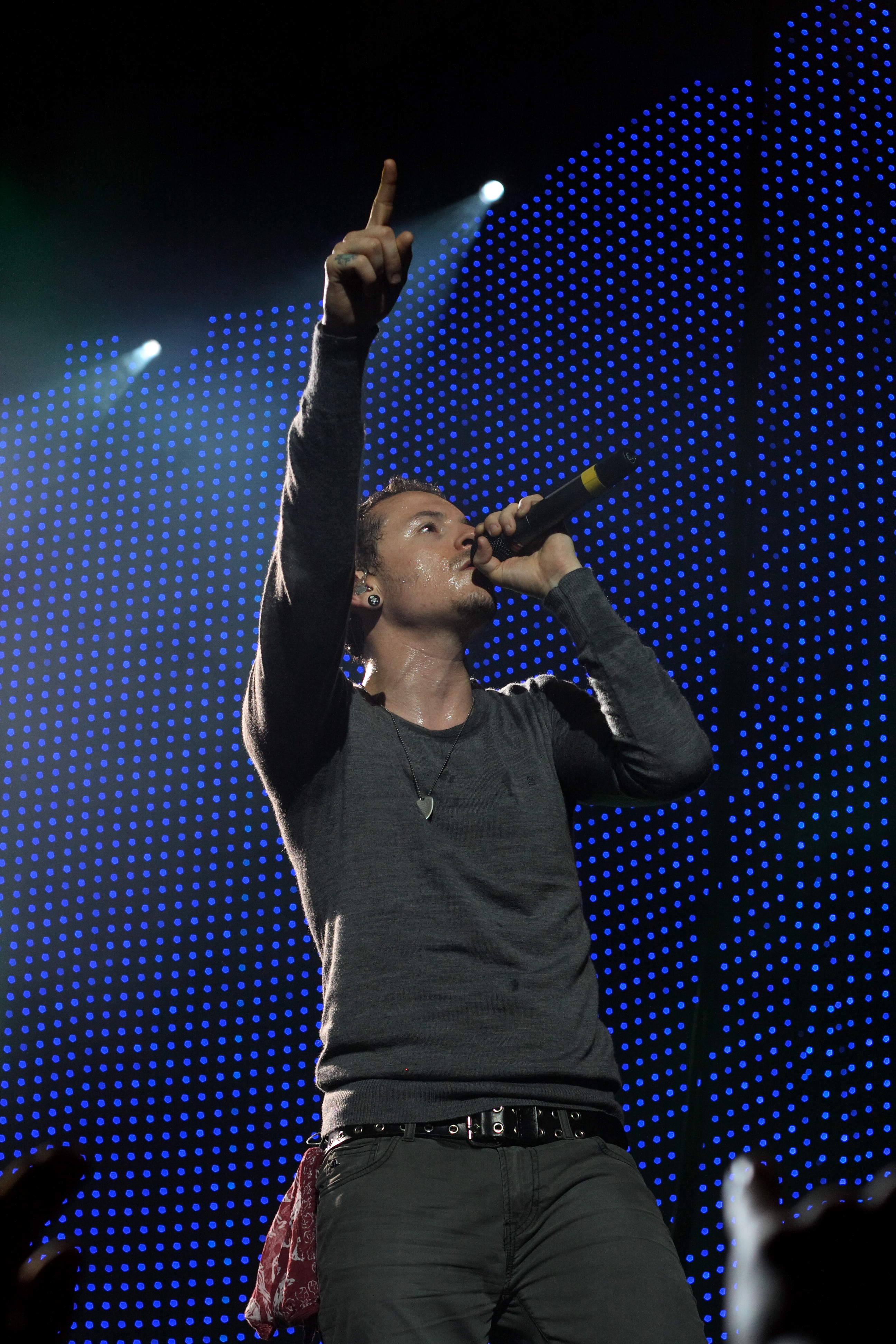
Bennington durante una presentación en 2007.

«Papercut» ha estado incluida en las presentaciones de Linkin Park desde antes del lanzamiento de Hybrid Theory. Durante julio y agosto del año 2000 la canción formó parte del repertorio de canciones de la gira An Education In Rebellion, en la que abrían para el grupo Union Underground. Desde septiembre hasta diciembre de ese mismo año el grupo siguió participando como telonero en giras de Kottonmouth Kings, P.O.D y Papa Roach, donde «Papercut» continuó como parte del set de canciones. En enero de 2001 la tocaron en la Evening Session de BBC Radio 1; esta versión apareció en el sencillo en CD de «Crawling». Durante la primera mitad de 2001 Linkin Park interpretó «Papercut» en las giras Hybrid Theory European Promo Tour, Street Soldiers Tour, Back To School, donde abrían para Deftones, y US-to-Europe Tour.
 Entre junio y agosto la banda tocó «Papercut» durante el festival Ozzfest y el resto del año también fue parte de las giras Hybrid Theory European Tour, Family Values Tour, Countdown To Revolution Tour y U.S. Holiday Radio Shows. La banda también la incluyó en el repertorio de canciones de la primera edición de Projekt Revolution, la última gira en promoción a Hybrid Theory, que tuvo lugar en enero y febrero de 2002.
La canción estuvo presente en diversas giras en promoción al álbum Meteora. Cuatro meses luego del lanzamiento del disco Linkin Park se embarcó en el Summer Sanitarium Tour de la banda Metallica. Durante la gira se presentaron en los estadios Reliant Stadium y Texas Stadium, donde grabaron su primer álbum en vivo, Live in Texas (2003), y «Papercut» formó parte del setlist. La canción también estuvo presente en el período de giras en promoción a Minutes to Midnight (2007). En el otoño de 2007, durante la segunda noche en el Rod Laver Arena en Melbourne, Australia, Chester se fracturó la muñeca al inicio de la canción cuando saltó desde la parte superior del escenario. A pesar del incidente, el vocalista continuó con el espectáculo. Al año siguiente, en una entrevista con la revista Revolver, el cantante explicó: 

«Sabía que me dolía y sabía que estaba roto, pero ¿era algo que necesitaba que me revisaran de inmediato? Esa es la única cosa que me impediría hacer un espectáculo, si es algo que simplemente no puede esperar. Estaba roto y sabía que iba a seguir estando igual de roto en una hora. No iba a matarme, y podía cantar y concentrarme, y era tolerable».

En 29 de junio de 2008 la banda se presentó en el National Bowl, ubicado en Milton Keynes, Inglaterra. «Papercut» formó parte del repertorio de canciones y Linkin Park incluyó la presentación en el álbum en directo Road to Revolution: Live at Milton Keynes (2008). En 2014 la interpretaron, junto con todas las canciones de Hybrid Theory, en el Download Festival. «Papercut» también formó parte de la lista de canciones de varias giras en promoción a los álbumes A Thousand Suns (2010), Living Things (2012), The Hunting Party (2014) y One More Light (2017). La última presentación de «Papercut» realizada por Bennington se dio el 6 de julio de 2017 en el Barclaycard Arena en Birmingham, Inglaterra. En octubre de 2017, durante el concierto en homenaje a Chester Bennington, la banda tocó la canción junto al músico Machine Gun Kelly.

## Lista de canciones
- Enhanced CD[19]

| N.º | Título                                         | Duración |  |
| 1.  | «Papercut»                                     | 3:05     |  |
| 2.  | «Points of Authority» (en vivo en BBC Radio 1) | 3:25     |  |
| 3.  | «Papercut» (en vivo)                           | 3:12     |  |
| 4.  | «Papercut» (video musical)                     |          |  |

- Casete[20]

| N.º | Título                                         | Duración |  |
| 1.  | «Papercut»                                     | 3:05     |  |
| 2.  | «Points of Authority» (en vivo en BBC Radio 1) | 3:25     |  |

## Posicionamiento en listas

### Semanales
| País (Lista 2001-2002)                 | Mejor posición |
| -------------------------------------- | -------------- |
| Alemania (Listas de GfK Entertainment) | 49             |
| Australia (ARIA Charts)                | 87             |
| Austria (Ö3 Austria Top 40)            | 43             |
| Escocia (Scottish Singles Charts)      | 10             |
| Estados Unidos (Alternative Airplay)   | 32             |
| Europa (European Hot 100 Singles)      | 58             |
| Irlanda (Irish Singles Chart)          | 27             |
| Países Bajos (Single Top 100)          | 39             |
| Polonia (LP3)                          | 32             |
| Reino Unido (UK Rock & Metal)          | 1              |
| Reino Unido (UK Singles Chart)         | 14             |
| Suiza (Schweizer Hitparade)            | 80             |

| País (Lista 2017)                             | Mejor posición |
| --------------------------------------------- | -------------- |
| Estados Unidos (Hot Rock & Alternative Songs) | 18             |
| República Checa (Singles Digitál Top 100)     | 100            |

### Certificaciones
| País           | Organismo certificador | Certificación | Ventas certificadas | Ref.   |
| -------------- | ---------------------- | ------------- | ------------------- | ------ |
| Estados Unidos | RIAA                   | Oro           | 500 000             | [ 52 ] |
| Italia         | FIMI                   | Oro           | 50 000              | [ 54 ] |
| Reino Unido    | BPI                    | Platino       | 600 000             | [ 53 ] |

## Créditos y personal
Créditos adaptados del libreto de Hybrid Theory.
Linkin Park: 
- Chester Bennington: voz.
- Rob Bourdon: batería y coros.
- Brad Delson: guitarra y coros.
- Joe Hahn: sampling y coros.
- Mike Shinoda: rapping, voz, y sampling.
- Linkin Park: composición.

Personal:
- Ian Hornbeck: bajo.
- Brian «Big Bass» Gardner: masterización en el Bernie Grundman Mastering, Hollywood, California.
- Andy Wallace: mezcla en el estudio Soundtrack, Nueva York.
- Don Gilmore: producción e ingeniería.
- Grabada en los NRG Recording Studios, Hollywood, California.